# 書列表
這是書列表列表。

## 書的定義

### 聯合國教科文組織
聯合國教科文組織對圖書的定義是：凡由出版社（商）出版的不包括封面和封底在內49頁以上的印刷品，具有特定的書名和著者名，編有國際標準書號，並有定價並取得版權保護的出版物稱為圖書。
圖書需要一個定義的原因是為了方便聯合國教科文組織進行國際間的圖書發行統計比較，1964年11月在法國巴黎舉行的會議上，提出並通過採用以下定義：圖書是不包括封面和封底在內，至少含49頁的非期刊類印刷品，並且於該國家公開予公眾。

### 杜威十進位圖書分類法
杜威十進位圖書分類法是由美國圖書館專家麥爾威·杜威發明，將書分為十大類。

### 通用十進位圖書分類法
分類方法由數字和特殊符號組成，在世界各地的圖書館中被廣泛應用。

### 中文圖書分類法
中華民國圖書館學學者賴永祥修訂杜威十進位圖書分類法的中文圖書分類法被中華民國、香港、澳門、新加坡等地大多數圖書館所採用。

### 美國國會圖書館圖書分類法
美國國會圖書館圖書分類法以26個拉丁字母中的21個，將書區分為21種類。

### 四部分類法
中國古代使用的是四部分類法，將書分為經、史、子、集四類。

## 一般列表
- 18世紀英國兒童文學標題列表
- 19世紀英國兒童文學名目列表
- 澳洲犯罪相關書籍與媒體列表
- 匿名發表作品一覽
- 自傳列表
- 禁書列表
- 兒童或青少年撰寫的書籍列表
- 摘自文獻的書名列表
- 文學年表
- 被拍成劇情片的兒童讀物列表
- 基督教小說列表
- 漫畫列表
- 字典列表
- 百科全書列表
- 奇幻小說列表
- 男同性戀青少年小說列表
- 格拉哥裡印刷作品列表
- 歷史小說列表
- 好萊塢小說列表
- 輕小說列表
- 根據漫畫改編的小說列表
- 基於電子遊戲的小說列表
- 詩集列表
- 科幻小说列表
- 著名作者未出版的書籍列表

## 選擇性列表
- 100本最佳書籍列表
- 20世紀最偉大的作品：100本英文小說（英语：20th Century's Greatest Hits: 100 English-Language Books of Fiction）
- 暢銷書籍列表
- 大閱讀
- 世界圖書館讀書俱樂部（英语：Bokklubben World Library）
- 兒童經典書籍列表
- 西方世界伟大著作
- 哈佛经典
- 世界報20世紀百大書籍
- 文學品味：如何形成（英语：Literary Taste: How to Form It）
- 詞典
- 20世紀百大英文小說
- 最昂貴書籍列表
- 九十九本小說（英语：Ninety-Nine Novels）
- 《時代》雜誌評選的10本最佳圖像小說（英语：Time's List of the 10 Best Graphic Novels）
- 百大犯罪小說

## 主題列表
- 廣告書目（英语：Bibliography of advertising）
- 無政府主義的書單
- 反战主题书籍列表
- 舞伴舞蹈書籍列表
- CEO書單
- 古典吉他參考書目
- 科爾迪茨城堡的參考書目
- 美國保守主義參考書目
- 板球參考書目
- 密碼學書籍
- 丹麥建築參考書目
- 百科全書書目
  - 百科全書參考書目：建築與建築師
  - 百科全書書目：藝術與藝術家
  - 百科全書書目：天文學與天文學家
  - 百科全書書目：航空
  - 百科全書書目：生物學
  - 百科全書書目：商業、資訊與經濟
  - 百科全書書目：美食
  - 百科全書書目：電影、廣播、電視與大眾傳播
  - 百科全書書目：一般傳記
  - 百科全書書目：地理
  - 百科全書書目：歷史
  - 百科全書書目：文學
  - 百科全書書目：宗教
- 按類型劃分的電影參考書目
  - 影片目錄：紀錄片
  - 電影參考書目：黑色電影
  - 電影參考書目：恐怖片
- 飛蠅釣參考文獻
  - 飛蠅釣參考書目（飛蠅綁法、故事、小說）
  - 飛蠅釣參考書目（與物種相關）
- 民俗學
- 萬聖節參考書目
- 印地語電影參考書目
- 與嬉皮士次文化相關的書籍和出版物列表
- 愛爾蘭鐵路運輸參考書目
- 爵士樂參考書目
- 法律參考書目
- 音樂文獻目錄
- 神話書籍列表
- 有關談判的書籍列表
- 迷幻文學
- 輪滑德比參考書目
- Sangh Parivar 的參考書目
- 自助書單
- 關於懷疑論的書單
- 光頭黨書單
- 郊區參考書目
- 旅遊文獻目錄
- 有關電子遊戲的書籍列表
- 維基百科的參考書目

### 歷史
- 18-19 世紀皇家海軍歷史參考書目
- 阿以衝突參考書目
- 澳洲歷史參考書目
- 英國和愛爾蘭歷史書目
- 中國歷史書目
- 大屠殺的參考書目
- 日本史書目
- 里昂歷史參考書目
- 紐西蘭歷史參考書目
- 奧斯曼帝國參考書目
- 盧安達種族滅絕參考書目
- 達爾富爾戰爭參考書目
- 第一次世界大戰參考書目
- 第二次世界大戰參考書目

#### 北美史
- 加拿大歷史參考書目
  - 艾伯塔省歷史參考書目
  - 1837-38 年下加拿大起義的參考書目
  - 加拿大軍事史參考書目
  - 魁北克解放陣線參考書目
  - 薩斯喀徹溫省歷史參考書目
- 芝加哥歷史參考書目
- 愛達荷州歷史參考書目
- 肯特州立大學槍擊事件參考書目
- 劉易斯和克拉克探險隊的參考書目
- 中西部歷史參考書目
- 蒙大拿州歷史參考書目
- 北達科他州歷史參考書目
- 俄勒岡州歷史參考書目
- 重建時期的參考書目
- 共和黨參考書目
- 南達科他州歷史參考書目
- 美國軍事史參考書目
  - 美國內戰參考書目
    - 美國內戰南方聯盟軍事單位歷史參考書目
    - 美國內戰聯盟軍事單位歷史參考書目
    - 美國內戰戰役與戰役的參考書目
    - 美國內戰後方參考書目
    - 美國內戰軍事領導人參考書目

  - 美國獨立戰爭參考書目
  - 美國早期海軍史參考書目
  - 1812 年戰爭參考書目
- 懷俄明州歷史參考書目

### 人

#### 一般人
- 阿伊努人的參考書目
- 非洲婦女參考書目
  - 尼日利亞婦女的參考書目
- 杜瓦米甚（部落）參考書目
- 西部阿帕奇的參考書目
- 自傳列表
- 政治生涯傳記列表
  - 美國政治回憶錄列表
  - 澳洲政治回憶錄列表
  - 英國政治回憶錄列表
  - 有關加拿大總理的書籍列表

#### 特定人
- 啟示錄參考書目
- 有關亞瑟王的書籍列表
- 詹姆斯龐德的參考書目
- 蘇巴斯·錢德拉·博斯 (Subhas Chandra Bose) 的參考書目
- 喬治·H·W·布希的參考書目
- 喬治·W·布希的參考書目
- 吉米卡特的參考書目
- 惠特克錢伯斯的參考書目
- 希拉蕊·柯林頓的參考書目
- 有關萊昂納德·科恩的書籍列表
- 大衛‧克羅克特 (Davy Crockett) 作品參考書目
- 安德烈·纪德作品列表
- 尤利西斯·S·格蘭特的參考書目
- 切·格瓦拉作品參考書目
- 阿道夫·希特勒書籍列表
- 沃夫岡‧霍爾拜因的參考書目
- 約翰·霍華德
- 伊克巴爾參考書目
- 托馬斯·傑斐遜的參考書目
- 有關耶穌的書單
- 安德魯·約翰遜的參考書目
- 林登·約翰遜的參考書目
- 《吻》參考書目
- 亞伯拉罕‧林肯的書目
- 麥當娜作品參考書目
- 卡爾馬克思傳記
- 威廉·麥金利的參考書目
- 阿道法斯·梅卡斯作品參考書目
- 穆罕默德傳記列表
- 拿破崙的參考書目
- 理查德·尼克森的參考書目
- 巴拉克·歐巴馬的參考書目
- 小津安二郎的參考書目
- 路易斯·約瑟夫·帕皮諾的參考書目
- 芭芭拉公園的參考書目
- C.諾斯科特帕金森的參考書目
- 教宗庇護十二世的書目
- 卡洛·波洛內拉的參考書目
- 羅摩克里希納的參考書目
- 艾因蘭德與客觀主義參考書目
- 雷根的參考書目
- 簡羅伯茲的參考書目
- 威廉‧霍華德‧塔夫脫的參考書目
- 哈里·S·杜魯門的參考書目
- 唐納德·特朗普的參考書目
- 斯瓦米‧維韋卡南達的書目
- 喬治華盛頓的參考書目

### 地區
- 阿布哈茲參考書目
- 阿富汗參考書目
- 阿伊努人的參考書目
- 奥兰
- 阿爾巴尼亞書目
- 美屬薩摩亞參考書目
- 阿姆斯特丹參考書目
- 安道尔
- 安哥拉
- 安圭拉
- 南極洲參考書目
- 安提瓜和巴布达
- 阿蘭群島參考書目
- 阿魯巴
- 巴哈馬書目
- 班加羅爾的參考書目
- 不丹
- 波士頓參考書目
- 不列顛哥倫比亞省參考書目
- 加拿大書目
- 加拿大各省和地區的書目
- 科羅拉多州參考書目
- 哥本哈根參考書目
- 芬兰
- 恆河參考書目
- 納粹德國參考書目
- 加纳
- 直布羅陀參考書目
- 冰河國家公園參考書目
- 希臘參考書目
- 瓜德罗普
- 廣州文獻目錄
- 危地马拉
- 根西島參考書目
- 印地安書目
- 澤西島參考書目
- 朝鮮 (地區)
- 洛杉磯參考書目
- 馬提尼克
- 蒙特塞拉特
- 雷尼爾山國家公園參考書目
- 新不倫瑞克省參考書目
- 新喀里多尼亞
- 紐約州參考書目
- 尼加拉瓜書目
- 紐埃
- 诺福克岛
- 新斯科細亞省參考書目
- 安大略書目
- 奧斯曼帝國參考書目
- 有關牛津的書單
- 巴基斯坦書目
- 巴拉圭參考書目
- 巴黎參考書目
- 費城參考書目
- 皮特凯恩群岛
- 旁遮普地区
- 河流州
- 圣赫勒拿、阿森松和特里斯坦-达库尼亚
- 內華達山脈參考書目
- 新加坡參考書目
- 南乔治亚和南桑威奇群岛
- 斯里蘭卡書目
- 特克斯和凯科斯群岛
- 美屬維京群島書目
- 乌拉圭
- 格拉摩根谷的參考書目
- 瓦拉納西的參考書目
- 威克島
- 西撒哈拉參考書目
- 黃石國家公園參考書目

### 宗教
- 黑人神學參考書目
- 中文詩歌書單
- 克里斯塔德爾芬書目
- 基督教護教著作列表
- 中國基督教書目
- 美國東正教參考書目
- 有關耶和華見證人的著作參考書目
- 主業團參考書目
- Prem Rawat 及相關組織的參考書目
- 山達基教參考書目
- 批評山達基教的書籍參考書目
- 什葉派書籍列表
- 遜尼派書單
- 批評基督教的書籍參考書目
- 批評伊斯蘭教的書目
- 百科全書書目：宗教
- 稱義的參考書目（神學）
- 神話書籍列表
- 道歉作品列表

### 科學
- 風沙研究參考書目
- 人類學參考書目
- 百科全書書目：天文學與天文學家
- 生物學參考書目
- 百科全書書目：生物學
- 語碼轉換參考書目
- 計算幾何書籍列表
- 生態學參考書目
- 電磁學教材目錄
- 有關能源問題的書籍列表
- 環保書籍列表
- 進化論科普書單
- 經典力學和量子力學教科書列表}}
- 醫學教材列表
- 有關蘑菇的書單
- 神經語言規劃|}}
- 有關核子問題的書單
- 流行物理概念的參考書目
- 加拿大科學技術書目
- 社會學參考書目
- 永續發展參考書目
- 统计力学教科书列表

## 作家
- 皮爾斯·安東尼的作品列表
- 艾萨克·阿西莫夫|
- W.H.奧登的參考書目
- 希萊爾·貝洛克的書
- 瑪麗·貝瑞參考書目
- 伊妮德·布萊頓 (Enid Blyton) 的書單
- 博尔赫斯作品列表|
- 雷·布拉德伯里的作品列表
- 弗蘭克·麥克法蘭·伯內特的書單
- 芭芭拉卡特蘭的書單
- G.K.切斯特頓的書單
- 阿加莎克莉絲蒂參考書目
- 雅克‧德里達參考書目
- 尼爾蓋曼的作品列表
- 威廉吉布森的作品
- 格雷厄姆·格林的書籍列表
- 克萊夫·漢密爾頓
- 弗里德里希·哈耶克的書單
- 索倫·克爾凱郭爾的作品列表
- 史蒂芬金參考書目
- 阿斯特麗德‧林格倫參考書目
- 洛夫克拉夫特作品列表
- 艾默里·洛文斯
- 馬丁路德的書單
- 麥當娜的書單
- 托馬斯·亨特·摩根的書單
- 羅伯特·莫里森（傳教士）的作品列表
- 纳博科夫作品列表
- 約翰‧尼爾參考書目
- 安德烈諾頓的參考書目
- 蘇斯博士的書目
- 皮埃爾·謝弗參考書目
- 克拉克·阿什頓·史密斯的作品列表
- J.R.R.托爾金的書單
- 列夫·托爾斯泰著作列表|
- 庫爾特·馮內古特的作品列表
- 馬克斯·韋伯作品列表
- H.G.威爾斯參考書目
- P. G. 沃德豪斯 (P. G. Wodehouse) 的書單

## 系列書
- 天使小說
- Animorphs 書籍列表
- 保姆俱樂部書籍列表
- 山毛櫸兔子故事書列表
- 貝倫斯坦熊書籍列表
- 比格斯
- 棚車兒童書單
- 巴菲小說
- 愛心小熊圖書列表
- 魔咒書籍列表
- 時代的衝突（叢書）
- 賽博朋克 2020 書籍列表
- 黑暗之城書籍列表
- 薩維奇博士的小說列表
- 基於《神秘博士》的書籍列表
- Flight 29 Down
- 狐步舞書籍列表
- 幽靈站
- 雞皮疙瘩叢書列表
- GURPS 書籍列表
- 哈利·波特
- 她寫的小說《謀殺案》列表
- 南茜德魯 書籍列表
- 奧茲國書籍列表
- 原始書籍和小說列表
- 水坑巷書籍列表
- 鐵路系列圖書列表
- 彩虹魔法書籍列表
- 野蠻世界書籍列表
- 亞歷克斯麥克的秘密世界書籍列表
- 塞爾比書籍列表
- 暗影狂奔書籍列表
- 空間列表：1999年書籍和其他媒體
- 星球大战系列小说列表
- 星際之門文學
- 甜谷大學圖書列表
- 純種小說列表
- 拖曳書單
- X檔案（書籍）

## 手稿
- 手稿列表
- 格拉哥里手稿列表
- 彩繪手稿列表
- Hiberno-Saxon 插圖手稿列表
- 新約蒲草紙抄本列表
- 新約安色爾文字列表
- 抄本列表
- 日本國寶清單（著作：日本書籍）
- 西夏文献列表

## 混合媒體
- 採用平行宇宙的小說列表
- 賽博朋克作品列表
- 核子浩劫小說列表
- 蒸氣龐克作品列表
- 小說中的時間旅行
- 死後出版的作品列表
- 改編成書籍的電視劇列表

## 按設定
- 以古希臘為背景的小說列表
- 以古羅馬為背景的小說列表
- 以柏林為背景的小說列表
- 以芝加哥為背景的小說列表
- 以克里特島為背景的小說列表
- 以日內瓦為背景的小說列表
- 小說中的新奧爾良
- 以紐約市為背景的書單
- 以諾丁漢為背景的小說列表
- 以俄勒岡州為背景的小說列表
- 以匹茲堡為背景的小說列表
- 以聖地亞哥為背景的小說列表
- 以上海為背景的小說列表
- 以南非為背景的小說列表
- 以斯德哥爾摩為背景的小說列表
- 以多倫多為背景的小說列表

### 其它
- 禁書列表
- 人皮裝訂書單
- 連鎖書店列表
- 重要科學出版列表
- 違禁書單
- 作家名單
- 紐約時報第一名的書籍列表

### 數位圖書館
- Google圖書
- HathiTrust數字圖書館
- 互联网档案馆
- Internet Public Library
- List of digital library projects
- Online Books Page
- OPACs
- 古腾堡计划
- 维基文库

## 外部鏈接
- Raphael, Frederic; McLeish, Kenneth. . New York, NY: Harmony Books. 1981: 160. ISBN 978-0517540176. OCLC 6649494.
- 死前必讀的 1001 本書（英语：1001 Books You Must Read Before You Die）
- 有史以來最有影響力的 100 本書（英语：The 100 Most Influential Books Ever Written）
- 科幻小說：百部最佳小說（英语：Science Fiction: The 100 Best Novels）

### 全球重要图书馆
- Library of Congress（页面存档备份，存于） （美国国会图书馆）
- British Library（页面存档备份，存于） （大英图书馆）
- Bibliothèque nationale de France （法国国家图书馆）
- Staatsbibliothek zu Berlin （柏林国家图书馆）
- National Library of China （中国国家图书馆）
- Bodleian Library（页面存档备份，存于） 牛津大学博德利圖書館
- Cambridge University Library（页面存档备份，存于） 剑桥大学图书馆
- 悉尼大学的Fisher Library图书馆  - 南半球最大的图书馆，藏有大量具有历史价值的书籍
- Bibliotheca Corviniana（页面存档备份，存于） （布达佩斯）
- Bibliothek von Alexandria（页面存档备份，存于） （埃及）
- Vatikanische Bibliothek（页面存档备份，存于） （罗马）
- University of Auckland Library（页面存档备份，存于） （奥克兰大学图书馆）
- Biblioteca Joanina （若昂尼娜图书馆葡萄牙）
- National Central Library（页面存档备份，存于） (國家圖書館)

|  | 本条目是列表索引。 |